# Nokia 3110 classic

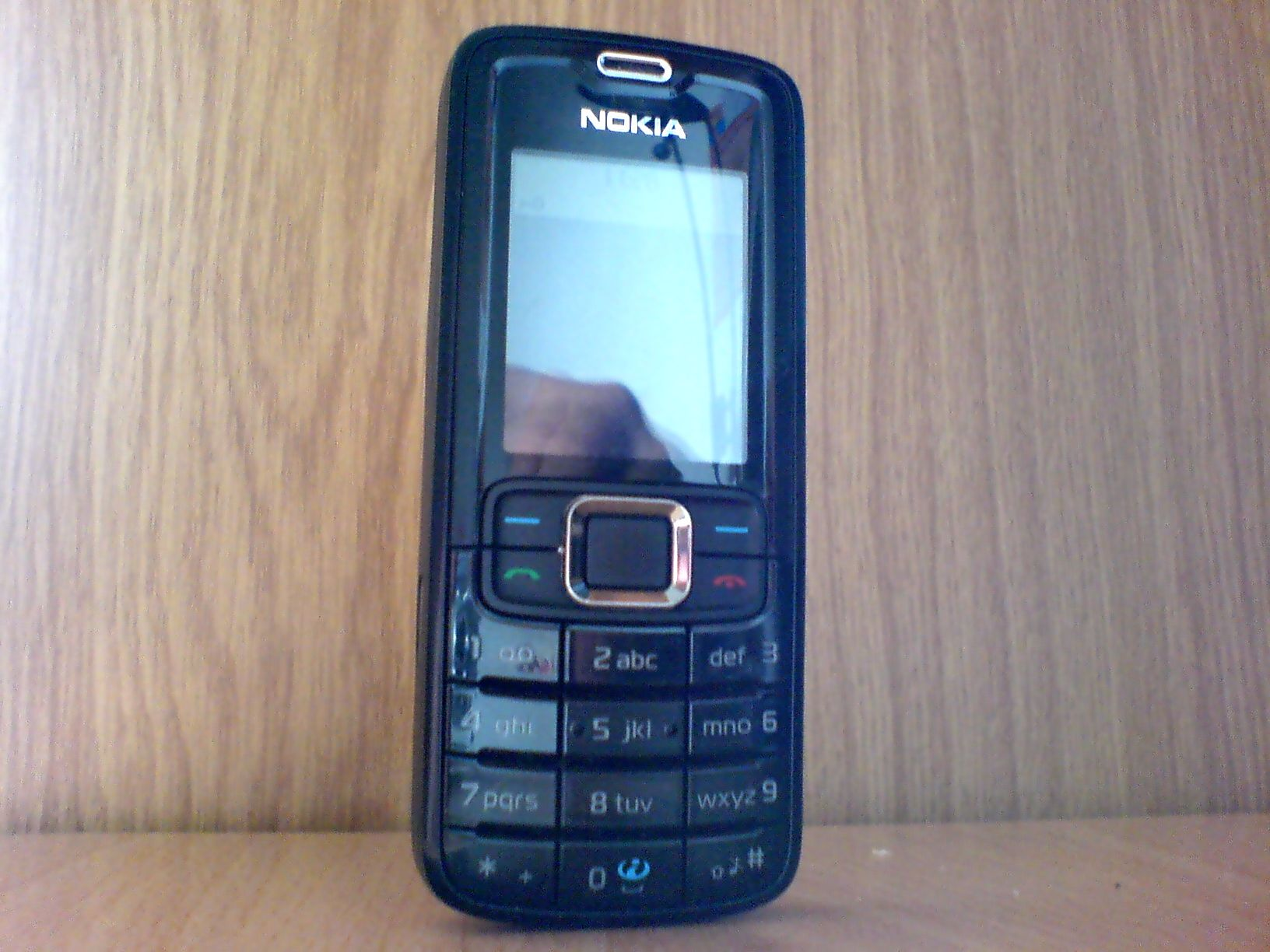
Nokia 3110 classic

Le Nokia 3110 classic est un modèle de téléphone mobile fabriqué par Nokia et mis en vente en 2007. Bien que le téléphone porte le même numéro que le modèle Nokia 3110 de 1997, il n'en est pas directement dérivé et n'a de ce fait que peu de ressemblances celui-ci.

## Description et fonctions
Le Nokia 3110 classic est un téléphone d’un seul tenant, sans charnière ni glissière, doté d’un appareil photo et utilisant le système d'exploitation Nokia Series 40 ; il fonctionne sur les réseaux GSM de fréquence 900 MHz, 1800 MHz ou 1900 MHz, et gère les connexions EDGE (Enhanced Data Rates for GSM Evolution).
Dans certaines zones, c’est le téléphone Nokia 3110c qui est commercialisé en lieu et place du Nokia 3110 classic, dont il ne diffère que par l’absence de la prise en charge de cette norme EDGE. 
Le téléphone prend également en charge le protocole Bluetooth, la radio FM, les formats MP3 et AAC et la lecture vidéo, et gère les cartes microSD jusqu'à 2 Go.